# Shohachi Ishii
Shohachi Ishii (japonès: 石井庄八)  (Tòquio, 20 de setembre de 1926 - 4 de gener de 1980) va ser un lluitador japonès, especialista en lluita lliure, que va competir en els anys posteriors a la Segona Guerra Mundial. Va morir de càncer de ronyó als 53 anys.
El 1952 va prendre part en els Jocs Olímpics d'Estiu de Hèlsinki, on guanyà la medalla d'or en la competició del pes gall del programa de lluita lliure. Va ser el primer medallista d'or japonès després de la Segona Guerra Mundial i l'únic en aquests Jocs.